# Róisín White
Róisín White (Kilkeel, 1952) is een Noordiers zangeres en concertina-speler.
Haar moeder zong Ierse ballades, zowel lokaal als voor Radio Éireann en dit was van invloed op White. Ze begon zelfstandig op te treden na een evenement in Belleek, County Fermanagh in de jaren zeventig.
White heeft een uitgebreid repertoire aan Ulster-songs en zingt in zowel het Engels als Iers. Ze zingt vaak op folk festivals in Groot-Brittannië en Ierland.
White is een gepensioneerd lerares, voormalig lid van het bestuur van de Irish Traditional Music Archive en lid van het organisatiecomité van The Clare Festival of Traditional Singing.

## Onderscheidingen
- 2015: Amhránaí (zangeres van het jaar)[1]

## Albums
- The First of My Rambles (2001)